# أحدث سلف مشترك
في علم الوراثة، أحدث سلف مشترك (بالإنجليزية: Most recent common ancestor)‏ واختصاره TMRCA، لأي مجموعة من الكائنات الحية هو الفرد الأحدث الذي تحدّر منه كل أفراد المجموعة. عادة يطبق هذا المصطلح على علم أنساب الإنسان. يمكن تحديد أحدث سلف مشترك لأي مجموعة بالرجوع إلى سلسلة نسب معتمدة. غير أنه يستحيل عموماً تحديد أحدث سلف مشترك بدقة لمجموعة كبيرة من الأفراد، ولكن يمكن الوصول إلى تقدير للزمن الذي عاش به السلف المشترك الأحدث. يمكن الوصول لهذه التقديرات بناء على نتائج اختبارات الدنا ومعدلات الطفور المعتمدة طبقا للممارسات في علم الأنساب الوراثي، أو بالرجوع إلى نموذج رياضي أو محاكاة حاسوبية.
عادةً يستعمل المصطلح «أحدث سلف مشترك» للإشارة إلى السلف المشترك لأفراد نوع ما. ويمكن أن يستعمل للإشارة للسلف المشترك للأنواع. للتمييز بين هاتين الدلالتين، يستخدم المصطلح آخر سلف مشترك بدلاً من أحدث سلف مشترك عند تناول الأصل المشترك بين الأنواع.
أحدث سلف مشترك أموي وأحدث سلف مشترك أبوي هم الأسلاف المشتركة الأحدث لمجموعة أحيائية ما، آخذين بالاعتبار السلالة الأموية والسلالة الأبوية فقط، وذلك في الكائنات المتكاثرة جنسيًا. لا يمكن لأحدث سلف مشترك أن يكون –بحسب التعريف- أكبر من سلفه المشترك الأموي والأبوي الأحدث. وفي حالة الإنسان العاقل، يُعرَف أحدث سلف مشترك أموي بـ «حواء الميتوكوندريا»، وأحدث سلف مشترك أبوي بـ «آدم الكروموسوم Y». عمر أحد سلف مشترك للإنسان غير معروف، لكنّه يجب أن يكون أصغر من عمر أحدث سلف مشترك ميتوكوندري وأحدث سلف مشترك للكروموسوم Y بالضرورة، وذلك يُقَدَّر بنحو 200000 عام.
آخر سلف مشترك شامل، هو أحدث سلف مشترك لجميع أشكال الحياة الحالية على سطح الأرض، ويُقَدَّر بأنّه عاش منذ نحو 3.5- 3.8 مليار سنة (الحقبة السحيقة المبكرة).

## أحدث سلف مشترك للأنواع المختلفة
يُطلَق على المشروع الذي يعمل على وصف أعراق الأنواع اسم شجرة الحياة. يشمل هذا المشروع تقديراتٍ زمنيةً لجميع أحداث الانتواع المعروف؛ على سبيل المثال، يُقَدَّر بأنّ أحدث سلف مشترك لجميع اللواحم (أحدث سلف مشترك للقطط والكلاب) قد عاش منذ نحو 42 مليون سنة.
وصف ريتشارد دوكينز للجمهور العام مفهوم أحدث سلف مشترك من المنظور الإنساني في كتابه حكاية السلف الصادر عام 2004. رتّب دوكينز قائمة «أسلاف مشتركة» للسلالة البشرية بحسب تزايد العمر ضمن 40 مرحلة، كما يلي: أشباه البشر (الإنسان- الشمبانزي)، الإنسانيات (الإنسان- الغوريلا)، القردة العليا (الإنسان- الأورانغوتان)، القرود (الإنسان- الغيبون)، وهكذا وصولًا لآخر سلف مشترك شامل (الإنسان- البكتيريا).

## أحدث سلف مشترك محدد بواسم جيني واحد
من الممكن أيضًا الأخذ بالاعتبار نسب الجينات الفردية (أو مجموعات الجينات، الأنماط الفردانية) بدلاً من الكائن الحي ككل. تصف نظرية الاندماج نموذجًا عشوائيًا لكيفية ارتباط مثل هذه الواسمات الجينية بتاريخ مجموعة أحيائية ما.
تنتقل الجينات إلى الجيل التالي إما كنسخ مماثلة تمامًا أو متحوّرة قليلًا على عكس العضويات. تمتلك العضويات مخططات بيانية للأسلاف ومخططات أخرى للذُرِّية عن طريق التكاثر الجنسي، بينما تمتلك الجينات سلسلة واحدة من الأسلاف وشجرة للذُرِّية. يمتلك الكائن الحي الناتج عن الإخصاب الجنسي المتصالب (الإعراس الغيري أو التلقيح الخلطي) سلفين اثنين على الأقل (والديه المباشرين)، ولكن للجين دائمًا سلف واحد لكل جيل.

## أحدث سلف مشترك أموي وأبوي
الحمض النووي الريبوزي منقوص الأوكسجين للميتوكوندريا (mtDNA) مُحَصَّن تقريبًا من المزج الجنسي، على عكس الحمض النووي في النواة الذي تختلط صبغياته ويعاد تجميعها بحسب الوراثة المندلية. وبالتالي يمكن استخدام الحمض النووي للميتوكوندريا لتتبع النسب الأموي لإيجاد حواء الميتوكوندريا (المعروفة أيضًا باسم حواء إفريقيا)، وهي السلف المشترك الأحدث لجميع البشر من جهة الحمض النووي الميتوكوندري.
وبالمثل، يتواجد الصبغي Y كصبغي جنسي وحيد لدى الذكور، وينتقل إلى الذكور الأبناء دون إعادة تجميع. يمكن استخدامه لتتبع النسب الأبوي لإيجاد آدم الكروموسوم Y، وهو السلف المشترك الأحدث لجميع البشر من جهة الحمض النووي للكروموسوم Y.
وُضِعَ تقدير لعمر حواء الميتوكوندريا وآدم الكروموسوم Y من قبل بعض الباحثين عبر استخدام اختبارات النسب. يُقَدَّر أنّ حواء الميتوكوندريا عاشت قبل نحو 200000 عام. حدَّدت ورقة نُشِرَت في آذار/مارس عام 2013 بأنّ آدم الكروموسوم Y عاش بين 237000 و581000 سنة مضت، وذلك بنسبة ثقة تُقَدَّر بنحو 95 ٪ شريطة عدم وجود أخطاء منهجية في بيانات الدراسة.
لذا لا بُدَّ أن يكون أحدث سلف مشترك للبشر الموجودين اليوم قد عاش خلال فترة أحدث/ أقرب منهما.
تخمين أصل الإنسان عن طريق الصبغيات الجسمية أكثر تعقيدًا. على الرغم من أنّ الصبغي الجسمي يتكوّن من جينات تنتقل من الآباء إلى الأبناء عبر تشكيلة مستقلة من أحد الوالدين فقط، إلّا أنّ إعادة تجميع الجينات (التصالب الصبغي) يمزج الجينات من كروماتيدات غير شقيقة من كلا الوالدين أثناء الانقسام المُنَصِّف، وبالتالي يُغَيِّر التكوين الجيني للصبغي.

## التقديرات الزمنية للسلف المشترك الأحدث
عاشت أحدث الأسلاف المشتركة في أوقات مختلفة في الماضي. يختلف احتساب التقديرات الزمنية اعتمادًا باختلاف النوع؛ يُقتَفَى أثر أحدث سلف مشترك أموي وأبوي (حواء الميتوكوندريا، وآدم الكروموسوم Y) عبر واسمات جينية محدَّدة، وهكذا تُحتَسَب التقديرات الزمنية لهم اعتمادًا على نتائج اختبار الحمض النووي ومعدلات التحوّر الثابتة كما هو مُمَارَس في علم الأنساب الجيني.
بالنسبة لحواء الميتوكوندريا وآدم الكروموسوم Y، سيكون زمن السلف المشترك الأحدث جينيًا أكبر من زمن السلف المشترك الأحدث في علم الأنساب بالضرورة، بسبب تعقّبهما بواسطة جينات مفردة وعبر خط سلالي واحد. وذلك لأن الجينات المفردة سوف تندمج ببطء أكثر من التتبع التقليدي لعلم الأنساب البشري من جهة كلا الوالدين. هذا الأخير يأخذ بعين الاعتبار الأفراد فقط، دون الأخذ في الاعتبار ما إذا كان أي جين من السلف المشترك الأحدث المحسوب لا زال متواجدًا في الواقع لدى كل شخص حي حاليًا.

## التقديرات الزمنية للسلف المشترك الأحدث عبر الواسمات الجينية
يمكن استخدام الحمض النووي الميتوكوندري لتتبع أصل مجموعة أحيائية ما. في هذه الحالة، يُحدَّد المجمع الأحيائي بتراكم الطفرات على الحمض النووي الميتوكوندري، حيث يتم وضع أشجار خاصّة للطفرات والترتيب الذي حدثت به في كل مجتمع. تتشكل الشجرة بعد اختبار عدد كبير من الأفراد في جميع أنحاء العالم؛ لمعرفة ما إذا كانوا يمتلكون مجموعة معينة من الطفرات أم لا. بمجرد القيام بذلك، يصبح من الممكن تحديد عدد الطفرات التي تفصل مجموعة عن أخرى. يتيح عدد الطفرات إلى جانب معدل التحوّر التقديري للحمض النووي الميتوكوندري في المناطق المختبرة للعلماء تحديد الزمن التقريبي لأحدث سلف مشترك، وذلك منذ آخر زمن تشاركت فيه المجموعات نفس الطفرات أو انتمت فيه إلى نفس النمط الجماعي.
في حالة الحمض النووي للكروموسوم Y، يتم التوصل إلى التقدير الزمني لأحدث سلف مشترك بطريقة مختلفة. إذ يتحدّد النمط الجماعي للحمض النووي الخاص بالكروموسوم Y بتعدد أشكال النوكليوتيدات المفردة المتواجد في مناطق متنوّعة من الحمض النووي للكروموسوم Y. كذلك يتحدّد الوقت الذي قضاه السلف المشترك الأحدث ضمن النمط الجماعي بتراكم الطفرات في تسلسل التكرارات المترادفة القصيرة في الكروموسوم Y الخاص بهذا النمط الجماعي فقط. يظهر تحليل شبكة الحمض النووي للكرموسومY للأنماط الفردانية (Y-STR) عنقود غير نجمي، مما يقترح تنوّع (Y-STR) بسبب تنوّع الأفراد الحملة الأساسيين. يمكن اعتبار التحليل الذي ينتج عنه عنقودًا نجميًا يمثل مجموعة منحدرة من سلف واحد. يمكن اعتبار تباين تسلسل (Y-STR) في هذه الحالة مقياسًا للزمن الذي انقضى منذ أن أسس الأسلاف هذه المجموعة الخاصة من الأفراد. يُمَثِّل أحفاد جنكيز خان أو أحد أسلافه عنقودًا نجميًا مشهورًا.
تُعد حسابات التقدير الزمني لأحدث سلف مشترك دليلًا بالغ الأهمية عند محاولة تحديد تواريخ هجرة العديد من المجموعات مع انتشارها في جميع أنحاء العالم. على سبيل المثال، إذا حدثت طفرة قبل 30000 عام، فينبغي أن نعثر على هذا التغيير بين جميع المجموعات التي افترقت بعد هذا التاريخ. إذا كانت الأدلة الأثرية تشير إلى الانتشار والتشكيل الثقافي لمجموعات معزولة إقليميًا، فيجب أن ينعكس ذلك في عزل الطفرات الوراثية اللاحقة في هذه المنطقة. إذا تزامن الاختلاف الوراثي والتباعد الإقليمي، فيمكن استنتاج أن الاختلاف المرصود يرجع إلى الهجرة كما يتضح من السجل الأثري. ومع ذلك، إذا حدث الاختلاف الوراثي في وقت مختلف عن السجل الأثري، فسيتعين على العلماء أن يبحثوا في الأدلة الأثرية البديلة لشرح الاختلاف الجيني.